# Joe Cocker
Pour les articles homonymes, voir Cocker.
John Robert Cocker, dit Joe Cocker, né le 20 mai 1944 à Sheffield (Angleterre) et mort le 22 décembre 2014 à Crawford (Colorado), est un chanteur de blues-rock britannique, également, dans une moindre mesure, acteur et compositeur.
Sa voix rauque et ses gestes spasmodiques sur scène, qui sont sa marque durant toute sa carrière, le rendent célèbre dans le monde entier.

## Biographie

### Origines
John Robert Cocker naît le 20 mai 1944 au 38 Tasker Road, dans la banlieue de Crookes de Sheffield, cité minière et sidérurgique du nord de l’Angleterre. Il est le fils cadet de Harold Cocker (1907-2001), fonctionnaire, et de Madge Cocker (née Lee) (1910-1984), mariés en 1937, qui ont donné naissance à un premier fils, Victor en octobre 1940.
Selon différents récits de membres de la famille, il reçoit son surnom de Joe soit parce qu'enfant, il pratiquait un jeu appelé « Cowboy Joe » ou par référence à un laveur de vitres du voisinage qui s'appelait Joe. Élevé au son du rock naissant et surtout du skiffle, les influences musicales principales de Joe sont Ray Charles et Lonnie Donegan. La première expérience de chant en public de Joe a lieu à douze ans, lorsque son frère aîné Victor l'invite sur scène à l'occasion d'une représentation de son groupe de skiffle The Headliners.
C'est en 1960 qu'avec trois amis Joe forme son premier groupe, The Cavaliers, dans lequel il est batteur puis chanteur. À l'occasion de leur premier spectacle dans un club de jeunes, on raconte qu'on leur fait payer le droit d'entrée. The Cavaliers se séparent au bout d'un an et Joe quitte l'école en 1960 pour devenir apprenti plombier/gazier dans la compagnie Gasboard tout en continuant une carrière musicale.

### Débuts de carrière (1961-1966)
En 1961, il prend le nom de scène de Vance Arnold, et continue sa carrière musicale avec un nouveau groupe : Vance Arnold and the Avengers. Ce nom combine celui de Vince Everett (Cocker aurait mal entendu le nom du personnage qu'incarne Elvis Presley dans le film Jailhouse Rock et l'aurait transcrit par Vance) et celui du chanteur de country Eddy Arnold. Ce groupe de pub rock joue essentiellement dans les pubs de Sheffield, reprenant des titres de Chuck Berry et Ray Charles.
En 1963, ils obtiennent leur première représentation marquante en apportant leur soutien aux Rolling Stones à la salle des fêtes de Sheffield. Inspiré par les textes de Dave Berry (en), il fait également des apparitions avec le backing band local Dave Berry and the Cruisers.
En 1964, après une audition auprès du producteur Mike Leander, ce dernier l'aide à enregistrer une démo de qualité, ce qui permet à Joe de signer un contrat personnel avec Decca et publier son premier quarante-cinq tours, une reprise de I'll Cry Instead des Beatles. En dépit de Jimmy Page à la guitare rythmique et d'une publicité importante de la part de Decca, insistant sur sa jeunesse et son extraction prolétaire, le disque est un échec et le contrat d'enregistrement de Joe avec Decca s'achève fin 1964. Après avoir enregistré ce titre, Joe abandonne son nom de scène et forme le nouveau groupe : Joe Cocker’s Big Blues, dont un seul enregistrement subsiste et dont on a peu de traces ; il comporterait une reprise du morceau de Curtis Mayfield : I've Been Trying.
Après une tournée en première partie de Manfred Mann et The Hollies au Royaume-Uni puis une tournée dans les bases militaires américaines en France, il retourne travailler dans sa compagnie de gaz en 1965.

### Le Grease Band (1966-1969)
En 1966, après un arrêt d'une année avec la musique, Joe s'associe au claviériste et bassiste Chris Stainton, rencontré deux ans auparavant ; ils forment The Grease Band. Ce nom a pour origine une interview que Joe avait lue, du musicien de jazz Jimmy Smith, dans laquelle ce dernier employait l'expression have a lot of grease pour décrire un autre musicien. Tout comme The Avengers, le Grease Band se produit essentiellement dans les pubs de Sheffield et des alentours. Denny Cordell (en), producteur de Procol Harum, des Moody Blues et de Georgie Fame remarqua le groupe. Joe enregistre le 45 tours, Marjorine, pour Cordell, sans le Grease Band, dans un studio londonien. Il déménage ensuite à Londres avec Stainton et le Grease Band est dissout. Cordell obtient que Cocker se produise régulièrement au Marquee Club de Londres où un nouveau Grease Band, avec Stainton et le claviériste Tommy Eyre, se forme.
Après le succès d'estime aux États-Unis de Marjorine, Denny Cordell propose à Joe d'enregistrer une reprise de With a Little Help from My Friends, autre chanson des Beatles, afin d'accrocher le public américain. Participent à l'enregistrement Jimmy Page, à nouveau cette fois-ci à la guitare solo, B. J. Wilson à la batterie, Sue et Sunny comme choristes et Tommy Eyre à l'orgue. La chanson sera utilisée plus tard comme le thème d'ouverture de The Wonder Years et sera au Top Ten des classements britanniques et y restera treize semaines, atteignant la première place le 9 novembre 1968. Elle atteint la soixante-huitième place dans les classements américains.
La nouvelle formule de tournée du Grease Band de Cocker inclut Henry McCullough à la guitare solo, qui jouera ensuite quelque temps avec les Wings de Paul McCartney. Après avoir fait une tournée avec les Who au Royaume-Uni pendant l'automne 1968, puis avec Gene Pitney et Marmalade au début de l'hiver 1969, le Grease Band s'embarque pour sa première tournée américaine au printemps 1969. L'album de Joe Cocker, incluant With a Little Help from My Friends, sorti peu après leur arrivée, est numéro trente-cinq dans les classements américains pour finalement devenir disque d'or. Pendant la tournée américaine, Cocker participe à plusieurs festivals importants, tels le Festival de folk de Newport et le Denver Pop Festival.

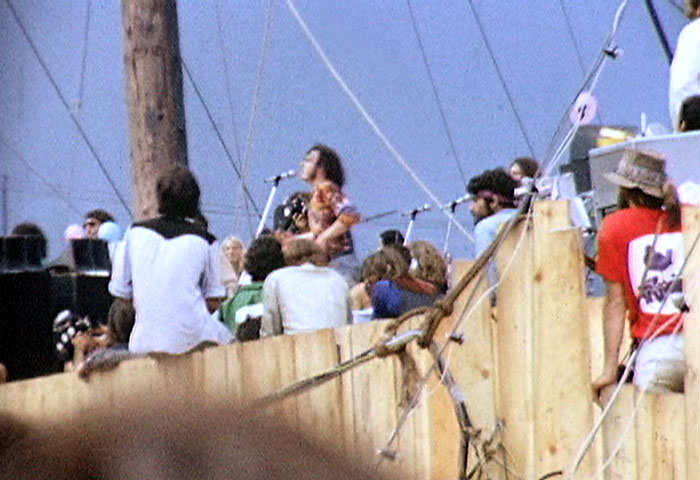
Au Festival de Woodstock en 1969

Au mois d'août, Denny Cordell entend parler du Festival de Woodstock dans l'État de New York et convainc l'organisateur, Artie Komfeld, d'engager Joe Cocker et le Grease Band pour cette occasion. Il faut transporter le groupe jusqu'au lieu du festival par hélicoptère en raison de l'énorme affluence du public. En ouverture de la troisième journée du festival le 17 août 1969, ils y jouent plusieurs chansons, dont Something’s Coming on, Let's Go Get Stoned, I Shall Be Released et With a Little Help from My Friends. Cocker dira plus tard de l'événement : « …une sorte d'éclipse, une journée très spéciale ».
Juste après Woodstock, Joe publie son second album : Joe Cocker !. Impressionnés par sa reprise de With a Little Help from My Friends, Paul McCartney et George Harrison lui permettent d'utiliser leurs titres She came in through the bathroom window et Something pour son album. Enregistré à l'occasion d'une pause dans la tournée pendant le printemps et l'été, l'album atteint le onzième rang dans les classements américains et devient un « hit » au Royaume-Uni, avec la chanson de Leon Russell Delta Lady.
Tout au long de 1969, Joe Cocker est l'invité de spectacles télévisuels tels The Ed Sullivan Show et This Is Tom Jones. Son attitude sur scène est très originale : souvent débraillé, une éternelle barbe de trois jours sur un visage grimaçant, il balance les bras et joue d'une guitare virtuelle, semblant parfois donner des directives à ses musiciens. À la fin de l'année, Cocker n'a plus envie de s'embarquer dans une autre tournée américaine et décide donc de dissoudre le Grease Band.

### Mad Dogs and Englishmen(1969-1971)

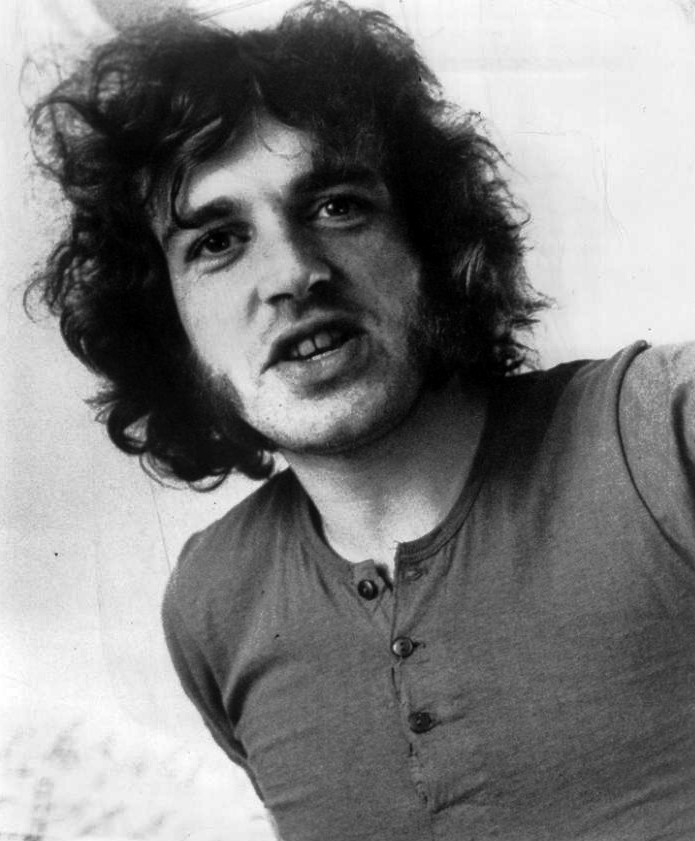
Joe Cocker en 1970

Bien que Joe Cocker n'ait guère envie de se retrouver à nouveau sur la route, les services d'immigration américains l'avertissent que l'annulation de ses dates pourrait compromettre ses futures tournées aux États-Unis. Il décide donc d'honorer son contrat et forme rapidement un groupe important de plus de trente musiciens qui comprend le pianiste et chef d'orchestre Leon Russell, trois batteurs et les choristes Rita Coolidge et Claudia Lennear. Denny Cordell le baptise Mad Dogs and Englishmen (« Chiens Fous et Gentils Hommes Anglais »), d'après la chanson éponyme de Noël Coward. Sa musique, à l'époque, tend vers un style de rock plus bluesy, souvent comparé à celui des Rolling Stones. Au cours de la tournée Mad dogs and Englishmen qui s'ensuit (que le batteur Jim Keltner décrit après coup comme « une immense fête sans limites »), Joe Cocker parcourt quarante-huit villes, enregistre un double album en public et est gratifié de critiques très positives quant à ses prestations par les magazines Time et Life.
Il reste que la programmation de la tournée est éreintante : 65 concerts en 57 jours. Joe Cocker et Leon Russell ont des relations conflictuelles, et Cocker se met à déprimer et à boire de façon excessive vers la fin de la tournée en mai 1970. Dans l'intervalle, il jouit de plusieurs citations dans les classements américains avec Cry me a river et Feeling alright de Dave Mason. Sa reprise du succès des Box Tops ,The Letter, qu'on retrouve sur l'album en public ainsi que dans le film Mad Dogs and Englishmen (scènes de reportages sur la vie de la tournée : répétitions, voyages, loisirs entre les représentations, etc.), devint son premier succès au Top ten américain.
Après un séjour de plusieurs mois à Los Angeles, Cocker retourne chez lui à Sheffield où sa famille est très inquiète de sa santé physique et mentale. Au cours de l'été 1971 High time we went, sorti en 45 tours chez A&M Records, paraît aux États-Unis, le morceau devient un succès atteignant la vingt-deuxième place sur le US Billboard Hot 100 chart. Le morceau ne figure pourtant sur l'album Joe Cocker qu'en novembre 1972.

### En tournée (1972-1982)

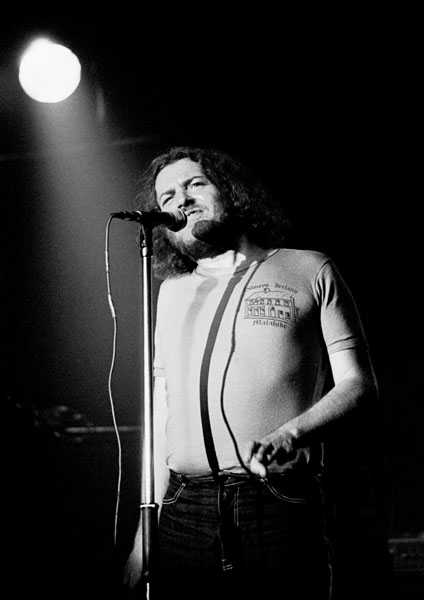
Joe Cocker en scène fin des années 1970.

Début 1972, après presque deux années loin de la musique, Joe Cocker part en tournée avec un groupe que Chris Stainton a monté, commençant par un concert au Madison Square Garden qui attire quelque vingt mille personnes. Après sa tournée aux États-Unis, il part pour une tournée européenne où il chante devant des publics nombreux en Allemagne ainsi qu'en Italie (Milan). Il revient aux États-Unis pour une nouvelle tournée à l'automne 1972. C'est au cours de ces tournées que le groupe met au point les morceaux qui feront partie du nouvel album : Joe Cocker. Cet album, mélange d'enregistrements de scène et de studio, atteint la trentième place dans les classements américains.
En octobre 1972, lors de la tournée de Joe Cocker en Australie, lui et six membres de son entourage sont arrêtés par la police à Adelaide pour détention de marijuana. Le lendemain à Melbourne, après un dépôt de plainte pour agression après une rixe au Commodore Chateau Hotel, la police fédérale australienne donne à Joe Cocker quarante-huit heures pour quitter le pays. Ce qui déclenche une énorme protestation du public en Australie ; en effet, Joe Cocker y représente un artiste étranger de haute réputation et bénéficie d'un fort soutien, plus spécialement par ceux du « baby-boom » qui deviennent majeurs et vont voter pour la première fois. L'affaire initie un immense débat quant à l'utilisation et la légalisation de la marijuana en Australie et vaut à Joe Cocker son surnom de « The Mad Dog » (le chien fou). Peu de temps après cette tournée australienne, Stainton abandonne sa carrière de musicien pour monter son propre studio d'enregistrement. Après le départ de son ami et la brouille avec son producteur de longue date, Denny Cordell, Joe sombre dans la dépression et se met à l'héroïne. Il s'en débarrasse en 1973, mais continue d'abuser des cigarettes et de l'alcool.
Fin 1973, Joe Cocker retourne au studio pour enregistrer un nouvel album : I can stand a little rain (Je peux supporter un peu de pluie). L'album paru en octobre 1974, est numéro 11 aux États-Unis et le 45 tours (une reprise de You are so beautiful de Billy Preston) atteint la cinquième place. Mais, en dépit d'avis très positifs sur l'album, Joe a de gros problèmes avec ses prestations scéniques, en grande partie à cause de ses problèmes avec l'alcool. Influencé par les musiques jamaïcaines, il fait paraître en janvier 1975 un autre album qui a été enregistré en même temps que I can stand a little rain : Jamaica say you will. Pour la promotion de ce nouvel opus, Joe démarre une nouvelle tournée en Australie, rendue possible par le nouveau gouvernement Labour (travailliste). Fin 1975, il participe à l'album de Bo Diddley The 20th anniversary of Rock'n'roll. Il enregistre aussi Stingray aux Studios Jamaica de Kingston ; mais les ventes sont décevantes : l'album n'atteint que la soixante-dixième place dans les classements américains.
En 1976, Joe Cocker chante Feeling alright au cours de l'émission Saturday Night Live ; John Belushi se joint à lui en exécutant son fameux pastiche des mouvements de Joe sur scène. À l'époque Joe a huit cent mille dollars de dettes envers A&M Records et se débat toujours avec l'alcool.
Durant l'été 1976, il participe au festival Riviera 76 organisé par Michael Lang (organisateur du mythique Festival de Woodstock) qui a lieu sur le circuit Paul-Ricard au Castellet dans le Var en France. L’affiche est alléchante, Joe Cocker, Eddie Palmieri, Stuff, Passport, John McLaughlin, Larry Coryell, The Crusaders, Jimmy Cliff, Magma, Gil Scott-Heron (1re apparition hors des États-Unis), Boule Noire et Betty Davis. Mais la prestation de Joe Cocker est complètement ratée. Il est très attendu durant ce festival, mais il est complètement saoul, sa diction est pâteuse et s’écroule au bout d’un ou deux morceaux sans être capable de se relever pour assurer le show. Quelques mois plus tard, Michael Lang accepte de le diriger à la condition qu'il reste à jeun. Avec un nouveau groupe, Joe part en tournée en Nouvelle-Zélande, en Australie et en Amérique du Sud.
Il enregistre ensuite un nouvel album avec Steve Gadd et Chuck Rainey, ainsi qu'un jeune bassiste écossais : Rob Harley, déjà parti brièvement en tournée avec les amis de Cocker en 1977. Au cours de l'automne 1978, Joe se met en route pour une tournée en Amérique du Nord afin de lancer son nouvel album Luxury You Can Afford, mais en dépit de cet effort l'album ne reçoit qu'un accueil mitigé et ne se vend qu'à hauteur de trois cent mille disques.
En 1979, Joe Cocker se joint à la tournée Woodstock en Europe, tournée qui comporte des musiciens comme Arlo Guthrie et Richie Havens, participants du Festival de Woodstock de 1969. Il se produit aussi au Central Park de New York devant un public de vingt mille personnes. Le concert est enregistré et publié comme album en public sous le titre : Live in New York. Il tourne aussi en Europe et fait une apparition dans l'émission allemande Rockpalast : la première d'une série. En 1982, Joe enregistre deux morceaux : I'm so glad I'm standing here today et This old world is too funky for me avec le groupe de jazz The Crusaders sur leur album Standing Tall. La chanson I'm so glad I'm standing here today est nommée pour un Grammy Awards et Joe la chante avec The Crusaders pour la cérémonie de remise des prix. Joe publie alors un nouvel album à l'influence reggae : Sheffield Steel, album enregistré avec le Compass Point All Stars (en), produit par Chris Blackwell et Alex Sadkin (en) et dans lequel Adrian Belew assure une partie des guitares, les chœurs étant confiés à Robert Palmer et Jimmy Cliff. La reprise de ce dernier, Many Rivers to Cross, est un succès et Sheffield Steel est considéré comme l’album de la renaissance.

### De 1982 à 2014

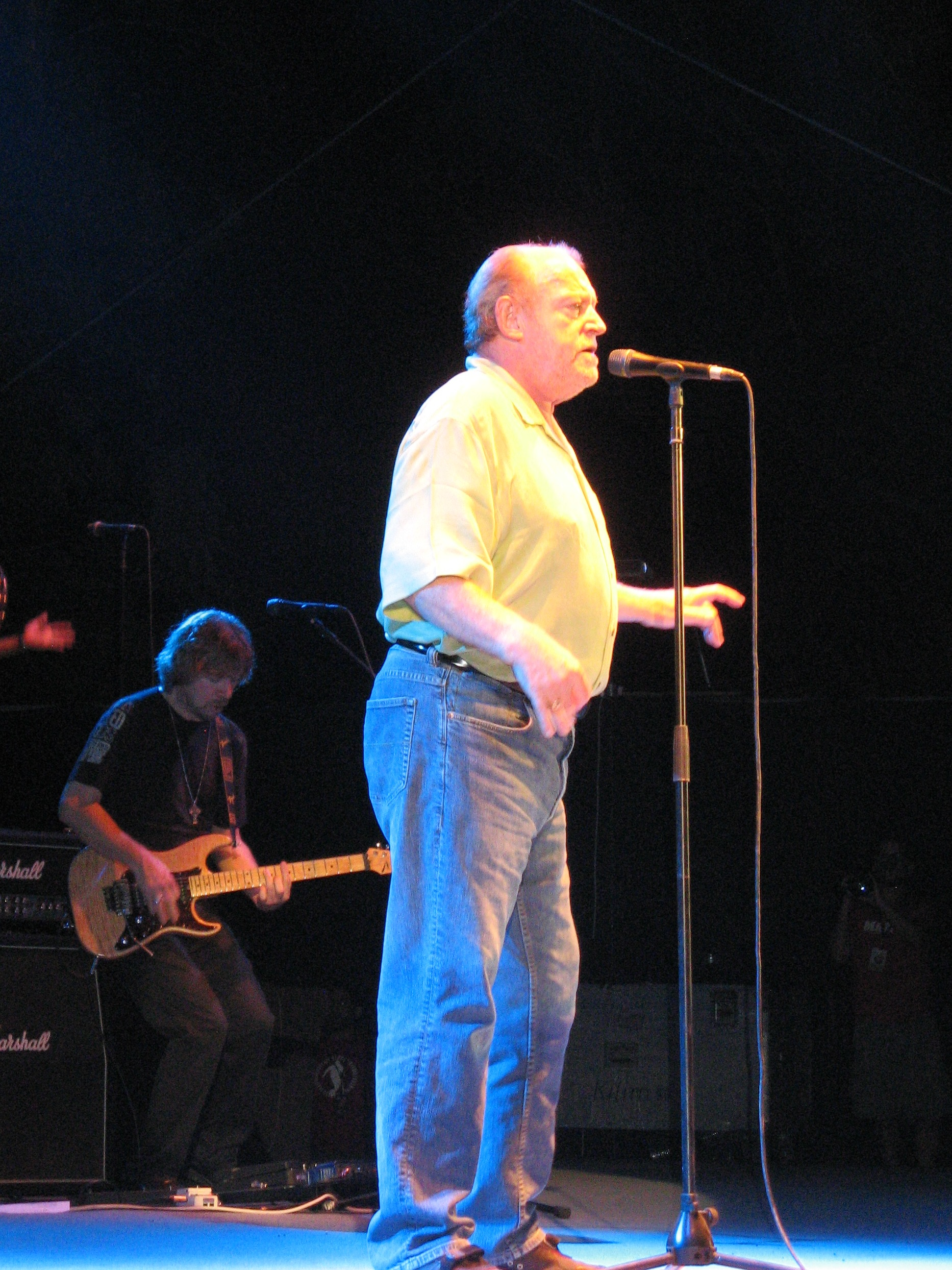
Joe Cocker sur scène en 2008 au Mont Guilboa en Israël.

En 1982, à la demande expresse de son producteur Stewart Levine, Joe Cocker enregistre le duo Up Where We Belong avec Jennifer Warnes, pour la bande sonore du film Officier et Gentleman (An officer and a gentleman), qui paraît la même année. La chanson devient un succès international et atteint la première place au Billboard hot 100. Elle remporte un Grammy Award en tant que Meilleure prestation Pop par un duo. Le duo obtient aussi une Academy Award pour le critère de meilleure chanson originale ; Cocker et Warnes chantent le morceau lors de la remise des prix. Peu de temps après, on l'invite à chanter You are so beautiful avec Ray Charles à l'occasion d'un hommage télévisuel à ce musicien. Il se joint alors à la tournée de 1983 du chanteur Ronnie Lane afin de réunir de l'argent pour l'organisme londonien Action for Research into Multiple Sclerosis (ARMS), plus particulièrement parce que Lane commence à souffrir de la sclérose en plaques. Pete Townshend, Eric Clapton, Jimmy Page, Jeff Beck, Chris Stainton se joignent à la tournée qui comprend un spectacle au Madison Square Garden. Au cours d'une tournée l'année suivante, Joe est arrêté par la police autrichienne parce qu'il a refusé de chanter au motif d'un équipement sonore inadéquat. Il y a non-lieu et Cocker est relâché. Peu de temps après il publie son neuvième album en studio Civilized Man. Celui qui suit, Cocker est dédié à sa mère qui meurt pendant les enregistrements en studio. Le titre You can leave your hat on, reprise de Randy Newman, figure dans le film Neuf semaines et demie. L'album atteint le rang platine dans les classements européens. En 1987, son album Unchain my heart (en) est nommé pour un Grammy Awards, même s'il ne l'emporte pas. En 1989, son album One Night of Sin a aussi un grand succès commercial et surpasse les ventes de Unchain my Heart.
Tout au long des années 1980, Joe Cocker continue de faire des tournées dans le monde entier, chantant devant des publics nombreux en Europe, en Australie et aux États-Unis. En 1988 il joue au Royal Albert Hall de Londres et participe à l'émission The Tonight Show. Il chante aussi devant le président George H. W. Bush lors d'un concert d'inauguration en février 1989. En 1992, sa version de la chanson de Bryan Adams : Feels like Forever est classée au UK Top 40.
Joe Cocker joue pour l'ouverture du festival de Woodstock 94, il est l'un des quelques anciens qui avaient fait partie du festival original en 1969. Il fait remarquer que la seule différence entre ses deux prestations est que « cette fois le groupe n’avait pas pris d’acide ».
En mars 2001, après avoir arrêté la cigarette, il se débarrasse de l'alcool. Le sevrage n'altère en rien sa voix rocailleuse façonnée par les cigarettes et l'alcool, gardant son timbre enroué, ses accents tendrement rauques et sa patine si particulière.
En 2007, Joe Cocker apparaît dans le film Across the universe, il y chante le succès des Beatles Come Together. Pour fêter sa récompense mi décembre 2007, Joe donne deux concerts, un à Londres et l'autre dans sa ville natale.
En avril et mai 2009 il fait une tournée nord-américaine pour promouvoir son album Hymn for My Soul.
Le 26 mai 2010, Joe Cocker se joint à Lee DeWyse et Crystal Bowersox, à l'occasion d'American Idol, pour une version de With a Little Help from My Friends.
Il tient les vocaux de Little Wing sur l'album de Carlos Santana Guitar heaven : The Greatest Guitar Classics of All Time paru le 21 septembre 2010. À l'automne 2010, Cocker fait une tournée en Europe pour lancer son album Hard Knocks. À cette occasion, le 26 octobre 2010, il visite l'Arménie pour la première fois.
En 2007, il passe au festival de Marciac. Il y revient en 2013 avec succès, les places se vendent en quelques jours seulement.
En 2008, il est classé par le magazine Rolling Stone comme le quatre-vingt-dix-septième meilleur chanteur de tous les temps parmi cent.
Il retourne en Australie en 2008 et 2011, à cette dernière occasion, George Thorogood and the Destroyers assurent la première partie.
Le 17 juin 2011, il passe en vedette à l'Aluna Festival de Ruoms en Ardèche.
En 2012, Joe Cocker est fait membre de l'Ordre de l'Empire britannique (Order of the British Empire) à l'occasion de l'anniversaire de la reine, pour services rendus à la musique. En 2013, il donne une série de concerts le Fire it up tour en Europe et enregistre en avril un album live à Cologne, le premier depuis vingt ans.

### Mort
Joe Cocker meurt le 22 décembre 2014, à l'âge de 70 ans dans sa maison de Crawford dans le Colorado, des suites d'un cancer du poumon,. Il est inhumé au Garden of Memories Cemetery, situé dans la même ville.

### Vie personnelle
En 1963, Joe Cocker se lie avec Eileen Webster qui habite aussi Sheffield. Le couple se fréquente avec des pauses pendant les treize années qui suivent pour se séparer définitivement en 1976. En 1978, Joe Cocker déménage pour un ranch que possédait Jane Fonda à Santa Barbara aux États-Unis. C'est Pam Baker, directrice de camps de vacances et fervente admiratrice de Cocker, qui convainc l'actrice de le louer au chanteur. Baker commence à fréquenter Cocker et ils finissent par se marier le 11 octobre 1987. Le couple réside au Mad Dog Ranch à Crawford dans le Colorado (États-Unis) jusqu'à la mort de Joe Cocker.
Joe Cocker n'a aucun lien de parenté avec le musicien natif de Sheffield Jarvis Cocker, en dépit de bruits qui ont couru (particulièrement en Australie, où le père de Jarvis, Mac Cocker, qui était disc-jockey, laissait croire à ses auditeurs qu'il était le frère de Joe Cocker).

## Discographie
- With a Little Help from My Friends (septembre 1968)
- Joe Cocker! (1969)
- Mad Dogs and Englishmen (1970)
- Something To Say (1972)
- I Can Stand a Little Rain (1974)
- Jamaica Say You Will (1975)
- The Best of the Early Joe Cocker (1976)
- Stingray (1976)
- Greatest Hits (1977)
- Luxury You Can Afford (1978)
- Sheffield Steel (1982)
- Civilized Man (1984)
- Cocker (1986)
- Unchain my heart (1987)
- One Night Of Sin (1989)
- Joe Cocker Live (1990)
- Joe Cocker what are you doing (1990)
- Night Calls (1992)
- The Best Of Joe Cocker (1993)
- Have A Little Faith (1994)
- The Long Voyage Home (1995) (coffret)
- Organic (1996)
- Across From Midnight (1997)
- Greatest Hits (1998)
- No Ordinary World (1999)
- Respect Yourself (2002)
- Heart & Soul (2004)
- Hymn For My Soul (2007)
- Hard Knocks (2010)
- Fire It Up (2012)
- The Life of a Man: The Ultimate Hits 1968-2013 (2015) (Compilation)